# Cyril Alington
Cyril Argentine Alington (22 octobre 1872 - 16 mai 1955) est un pédagogue, érudit, ecclésiastique et auteur anglais. Il est successivement directeur de la Shrewsbury School et du Collège d'Eton. Il est également aumônier du roi George V et doyen de Durham.

## Jeunesse
Il est le deuxième fils du Rév. Henry Giles Alington, inspecteur des écoles, et son épouse Jane Margaret Booth (décédée en 1910), fille du révérend Stand Thomas Willingham. Son père est issu d'une longue lignée de clercs, une branche de la famille terrienne Alington de Little Barford Manor House, St Neots, Huntingdonshire, et descend des Alingtons de Horseheath, une ancienne famille du Cambridgeshire, dont descendent également les barons Alington. Il fait ses études au Marlborough College et au Trinity College d'Oxford. Il obtient un diplôme en classiques (latin et grec) en 1893 et un en Literae Humaniores (philosophie et histoire ancienne) en 1895. Il est élu membre du All Souls College d'Oxford en 1896. Il est ordonné prêtre anglican en 1901.

## Carrière
La carrière éducative d'Alington commence comme maître de sixième année au Marlborough College en 1896. Il part à Eton en 1899, mais est nommé comme directeur de la Shrewsbury School en 1908. En 1917, il retourne à Eton pour succéder à son beau-frère, Edward Lyttelton, en tant que directeur ; il y reste jusqu'à sa retraite de l'enseignement en 1933. Il est président de la Conférence des directeurs, 1924-1925. À Eton, un bâtiment qui abrite une grande partie du département d'anglais porte désormais son nom, tout comme le hall de l'école de Shrewsbury.
De 1933 à 1951, Alington est doyen de Durham. Il devient docteur en théologie à Oxford en 1917 et reçoit d'autres distinctions : il est aumônier du roi de 1921 à 1933 ; il est nommé membre honoraire du Trinity College d'Oxford en 1926 et reçoit un DCL honoraire à l'Université de Durham en 1937. Il reçoit la liberté de la ville de Durham en 1949.
Il fait la couverture du magazine Time le 29 juin 1931. « Un classique accompli, un écrivain plein d'esprit, surtout de vers légers, et un prêtre aux convictions orthodoxes. . .".

## Mariage et famille
En 1904, Alington épouse Hester Margaret Lyttelton (CBE ; décédée en 1958), la plus jeune fille de George Lyttelton (4e baron Lyttelton). Le couple a quatre filles et deux fils. Leur fille aînée, Kathleen, est décédée à l'âge de 30 ans, et leur plus jeune fils Patrick Alington est tué pendant la Seconde Guerre mondiale à Salerne en 1943. Leur fils aîné, Giles Alington, devient doyen et tuteur principal de l'University College d'Oxford. Les trois filles survivantes ont toutes épousé des Etoniens. Lavinia épouse Sir Roger Mynors, universitaire et érudit classique; Elizabeth épouse Alec Douglas-Home, premier ministre britannique ; et Joan épouse le Rév. John Wilkes, Master in College et plus tard housemaster à Eton, directeur du Radley College et plus tard vicaire de Marlow. Alington meurt à l'âge de 82 ans et est enterré dans la Cathédrale de Durham, où se trouve un mémorial dans le transept nord.

## Travaux littéraires
Alington a écrit plus de 50 livres, dont des ouvrages sur la religion, la biographie, l'histoire, la poésie et une série de romans policiers. Il a également écrit plusieurs hymnes populaires, dont Good Christian Men, Rejoice and Sing (récemment modifié en Good Christians All, Rejoice and Sing ), Ye that know The Lord is gracious et The Lord of Hosts Our King Shall Be qui est utilisé comme épigraphe au roman In the Wet de Nevil Shute (Shute est élève à Shrewsbury).

### fiction
- M. Evans - Une histoire de détective de cricket (1922)
- À travers les ombres (1922)
- Relations tendues (1922)
- Le comte à Kensington (1926)
- Le roi Harrison et autres (1923). King Harrison est un opéra comique
- La Coupe de l'Abbé (1930)
- Crime sur le Kennet (1939)
- Dix heures bondées (1944)
- Archidiacres à flot (1946)
- Minuit sans fil (1947)
- Archidiacres à terre (1947)
- Chantage à Blankshire (1949)
- Or et Guêtres (1950)
- Le joyau du Nabab (1953)
- Les bévues bénies (1954).

### Œuvres de non-fiction
- Les excuses d'un maître d'école (1914)
- Fables de Shrewsbury (1917)
- Eton Fables (1921)
- Vingt ans : être une étude du système des partis, 1815-1835 (1921)
- Virgile Énéide IV-VI (1922 - traduction de Virgile)
- Pourquoi nous lisons l'Ancien Testament (1924)
- An Eton Poetry Book (1925 - une anthologie co-éditée avec George Lyttelton )
- Plus d'Eton Fables (1927)
- Christianisme élémentaire (1927)
- Doutes et difficultés (1929)
- Mises en garde (1931 – vers en latin et en anglais)
- Contours chrétiens: Une introduction à la religion (1932)
- Fables finales d'Eton (1933)
- Eton face aux vieux et aux jeunes (1933)
- Lionel Ford (1934)
- Le fou a dit (1933)
- Pouvons-nous croire en Dieu ? (1936)
- Things Ancient and Modern (1936 - livre autobiographique sur les écoles publiques anglaises)
- Le Nouveau Testament : Guide du lecteur (1938)
- La dernière croisade (1940)
- Le Royaume de Dieu (1941)
- Le christianisme en Angleterre : une esquisse historique (1942)
- Poètes au jeu (1942)
- Dans Shabby Streets and Other Verses (1942)
- Edward Lyttelton : une appréciation (1943)
- Bonne Nouvelle (1945);
- Europe : une enquête personnelle et politique (1946)
- La vie éternelle (1947)
- Cathédrale de Durham : L'histoire de mille ans (1948)
- Sens et non-sens (1949)
- Les excuses d'un doyen : une autobiographie semi-religieuse (1952)

### Poésie
- À CAL . (vers 1916) ; anthologisé dans La Muse en armes
- Le roi : un psaume d'action de grâce . (1929). Écrit pour le service d'action de grâces pour la récupération du roi George V pour lequel il a été mis en musique par Henry Walford Davies
- A l'Ecole en guerre . (Londres) Times, 19 décembre 1914
- Qui Laboratoire Orat . (Londres) Sunday Times, 11 janvier 1942
- La Confiance . Le Méthodiste, 16 juin 1945